# إجراء هيوز
إجراء هيوز هو إجراء متعلق بالعين، يتم عمله لإعادة بناء عيب في الجفن السفلي للعين. يتم إجراؤه عادة على مرحلتين.
الاستخدام الأكثر شيوعًا لإجراء هيوز هو إعادة البناء بعد استئصال سرطان الجلد في الجفن السفلي.
يهدف الإجراء إلى استعادة المظهر والوظيفة الطبيعيين للجفن.